# 奧斯特蘭德 (明尼蘇達州)
奧斯特蘭德（英語：Ostrander，/oʊstˈrændɜːr/ ohst-RAND-ər）是一個位於美國明尼蘇達州菲爾莫爾縣的城市。

## 歷史
奧斯特蘭德於1890年建城，翌年設立郵局。此地得名自定居者威廉‧奧斯特蘭德（William Ostrander）及查理‧奧斯特蘭德（Charles Ostrander）兄弟。

## 人口
根據2020年美國人口普查的數據，奧斯特蘭德的面積為1.23平方千米，當中陸地面積為1.23平方千米，而水域面積為0.00平方千米。當地共有人口231人，而人口密度為每平方千米188人。